# Jazz Lounge Cinema
Jazz Lounge Cinema – cykl kompilacji muzycznych wydawany w latach 2005-2010 przez Barcode Records. Utwory na nich zawarte wywodzą się z nowocześnie pojmowanego jazzu, chilloutu czy trip hopu. Porównywana jest do kompilacji Pozytywne Wibracje, Pinacolada czy Pieprz i Wanilia. Do wykonawców obecnych na płytach należą: The Gotan Project, The Cinematic Orchestra, Nouvelle Vague, Lou Rhodes, Skalpel, Mayer Hawthorne, Little Dragon.

## Lista utworów

### Jazz Lounge Cinema Vol. 1
CD 1
1. Skalpel – Test Drive
2. Thievery Corporation – All That We Perceive
3. Jaga Jazzist – Made for Radio
4. St. Germain – Deep In It
5. Bebel Gilberto – Aganju
6. Amon Tobin – Stoney Street
7. Thunderball – Domino
8. The Herbaliser – Geddim!
9. Ursula 1000 – Beatbox Cha Cha
10. J. Boogie's Dubtronic Science – Do What You Love
11. Andre Orefjard – S.A.A.D.A.
12. Federico Aubele – El Amor De Este Pueblo

CD 2
1. Zuco 103 – Myfly
2. Amon Tobin – Slowly
3. Ursula 1000 – Girl From N.O.W.H.E.R.E
4. Red Snapper – Thomas the Fib (Mr. Scruff Remix)
5. Skalpel – Break In (Backini Remix)
6. Mr. Scruff – Griffin
7. Les Hommes – Hommage
8. Jazzanova – Another New Day
9. Cibelle – Train
10. Jimi Tenor – Outta Space
11. Funki Porcini – Tiers of Joy
12. The Cinematic Orchestra – All That You Give

### Jazz Lounge Cinema Vol. 2
CD 1
1. The Cinematic Orchestra – Flite
2. Thiever Corporation – Holographic Universe
3. Loka – Meet Dad
4. Thunderball – Lost Vagueness
5. Bonobo – The Fever
6. Wise In Time – The Fox
7. Bebel Gilberto – Cada Beijo (Thievery Corporation Version)
8. Andre Orefjard – Can’t Go
9. Desmons Williams – Brooklyn Blues
10. Skalpel – Wooden Toy
11. The Karminsky Experience Inc. – Exploration (Medeski, Martin & Wood Mix)
12. Temp Folder – Track 3 (Night Version)
13. Tortoise – It’s All Around You
14. Isotope 217 – La Jatee”

CD 2
1. Andy Caldwell – Quiet Nights in Rio
2. Bonobo – Recurring
3. Loka – Airfling
4. Nicola Conte – Arabesque
5. The Karminsky Experiene Inc. – Departures
6. King Kooba – Dreaming of You
7. Thunderball – Angela’s Lament
8. Andre Orefjard – In the Pace Of
9. Skalpel – Konfusion
10. The Cinematic Orchestra – Reel Life (Evolution II)
11. Jaga Jazzist – Lithuania
12. Psapp – Tricycle
13. Róisín Murphy – The Closing of the Doors

### Jazz Lounge Cinema Vol. 3
CD 1
1. Jazzanova – Ice
2. Jimi Tenor – Door To a Paradise
3. Coldcut – Man In A Garage (Bonobo Remix)
4. The Herbaliser – 8 Men Strong
5. Skalpel – Break In (Backini Remix)
6. Mr. Scruff – Giffin (Amalgamation of Soundz Mix)
7. Jaywalkers – Sutro Heights
8. Fink – Biscuits
9. Hint – Plucker
10. Andy Caldwell – Sin Musica
11. Rithma – The Return
12. Marc Collin – Downtown
13. Jaga Jazzist – For All You Happy People

CD 2
1. Thievery Corporation – The Heart’s A Lonely Hunter (Louie Vega Remix)
2. Forss – Flickermood
3. Hexstatic – Perfect Bird (Rainstick Orchestra Remix)
4. Root 70 – Designer Groove
5. Tempfolder – Data War (The End of Radio Edit)
6. Replicant Rumba Rockers – Space Bossa
7. Burnt Friedman – Where Should I Go (Feat. Steve Spacek)
8. The Cinematic Orchestra – Evolution II (Feat. Fontella Bass, Mr. P Remix)
9. Blues States – Golden Touch (Connie Prive Mix)
10. Tied & Tickled Trio – Van Brunt
11. Rainstick Orchestra – Waltz for a Little Bird
12. Innerzone Orchestra – Bakula
13. Flanger – Hope to Hear Back Soon, Honey

### Jazz Lounge Cinema Vol. 4
CD 1
1. Club De Belugas – Passing on the Screen
2. Gotan Project – Desilusion
3. Daedelus – Order of the Golden Dawn
4. Cibelle – Escute Biem
5. Black Seeds – Shazzy Dub
6. Jazzpospolita – Polished Jazz
7. One Self – Blue Bird
8. Blocked – Tricky Turtle
9. Mayer Hawthorne – Maybe So, Maybe No
10. Thief – Atlantic
11. Fink – Sort Of Revolution (The Cinematic Orchestra Remix)
12. Lou Rhodes – Janey
13. We Call It A Sound – Random Ambient

CD 2
1. Nouvelle Vague – Guns of Brixton
2. Parov Stellar feat. Lilja Bloom – Coco
3. Little Dragon – Feather
4. Tempfolder – Popenough
5. The Herbaliser feat. Roots Manuva – Starlight
6. Flying Lotus – Golden Diva
7. Funky Porcini – Bright Little Things
8. Jaga Jazzist – Tocatta (Edit)
9. Recloose feat. Rachel Fraiser & Jonathan Crayford – Daydream
10. The Cinematic Orchestra – To Build A Home (The Grey Reverend Version)
11. Skalpel – Ninjazz
12. Red Snapper – Crousoe Takes A Trip (John McEntire – Tortoise Mix)